# Sebastian Jakob Jugendres
Sebastian Jakob Jugendres (1685–1765) német teológus, történész, heraldikus. Nürnbergben tevékenykedett. Heraldikai művét Siebenkees is felhasználta. Ebben a címereket szimbolikus (hieroglifikus) alapon magyarázza.

## Művei
- De Sapphiro Scripturae S., occasione Jobi XXVIII, 6, in ordine quem vocant circulari, sub praesidio Joannis Guilielmi Baieri,... publice disputabit Sebastianus Jacobus Jungendres,... ad d. 7. novembr. 1705... Altdorf

- Cogitationes subitaneae de veritatis cognoscendae principio atque criterio, quas, praeside Ephraimo Gerhardo... ad d. [ ] aprilis 1709... eruditorum examini submittet Sebastianus Jacobus Jungendres,... Jena

- Sebastiani Jacobi Jungendres Epistola de libris accuratius imprimendis, qua in mendorum typographicorum causas inquiritur, et quomodo illa sint removenda luculenter demonstratur. Frankfurt am Main, 1712

- Bibliotheca Arnoldiana, sive catalogus librorum, quos via post fata etiam celebratissimi, Christophorus et Andreas Arnoldi,... – Anno 1725

- Specimen philologicum de veterum gentilium et judaeorum theologia mythica. Accessit & , id est, ratio qua filii Aaronis, ut dicuntur, diebus festis e suggestu plebi benedicere solent... auctore M. Sebastiano Jacobo Jungendres. Nürnberg, 1728

- Einleitung zur Heraldic. Für die Jugend in Frag und Antwort gestellet; Für Erwachsene aber mit Anmerkungen erläutert. Nürnberg, 1729

- Disquisitio in notas characteristicas librorum a typographiae incunabulo [!] ad an. 1500 impressorum : ex antiquissimis codicibus investigatas et rarissimorum scriptorum recensione confirmatas / Autore Sebastiano Jacobo Jvngendres. Nürnberg, 1740

- De Augustanae confessionis doctrina propter formulam "interim" ad tempus a quibusdam receptam minime deserta, programma quo actum oratorium quintum d. 25. octobris a. C. 1752... habendum indicat... Jacobus Jungendres,... Nürnberg